# Futurology
Futurology (рус. «Футурология») — двенадцатый студийный альбом валлийской рок-группы Manic Street Preachers, был издан 7 июля 2014 года на лейбле Columbia Records. Для записи альбома были приглашены следующие исполнители: Грин Гэртсайд, Нина Хосс, Джорджия Рут, Сиан Сиаран и Кэйт ле Бон. Диск записывался одновременно с предыдущей пластинкой группы.
Альбом получил хвалебные рецензии от критиков, по мнению большинства из них — это одна из лучших работ Manic Street Preachers. Кроме того, это самый коммерчески успешный диск группы, со времён Send Away the Tigers — он достиг второй строчки в чарте UK Albums Chart.

## Отзывы критиков
| Совокупная оценка | Совокупная оценка |
| Источник          | Оценка            |
| ----------------- | ----------------- |
| Metacritic        | 82/100            |
| Оценки критиков   |                   |
| Источник          | Оценка            |
| AllMusic          | [ 9 ]             |
| Clash             | 8/10              |
| Gigwise           | 9/10              |
| The Guardian      | [ 12 ]            |
| The Independent   | [ 13 ]            |
| Mojo              | [ 14 ]            |
| NME               | 8/10              |
| PopMatters        | 8/10              |
| The Telegraph     | [ 17 ]            |
| Q                 | [ 18 ]            |

Альбом получил восторженные отзывы от музыкальных критиков. На сайте Metacritic он имеет рейтинг 82 балла из 100 (на основе 18 обзоров), что приравнивается к «всеобщему признанию».
Андрей Бухарин из российского издания Rolling Stone поставил альбому 4 балла из 5, написав: «Музыкально альбом ярок, свеж и разнообразен, к новшествам можно отнести влияние классической музыки — как в „Let’s Go To War“, основанной на теме из „В пещере горного короля“ Эдварда Грига. […] Самой необузданной композицией „Futurology“ является панк-индустриальный гимн „Europа Geht Durch Mich“, напоминающий что-то вроде очарованных континентальной Европой ранних Ultravox. Но главное — когда слышишь драматический накал номера „Misguided Missile“, невозможно поверить, что эти люди играют вместе уже 25 лет».
Гарет Джеймс из журнала Clash описал альбом словами: «Manics вновь делают то, что они делают лучше всего, с добавлением краут-рока, Джорджии Рут и Грина Гэртсайда». Алексис Петридис из The Guardian заявил: «„Futurology“ не ощущается какой-то стилизацией, и по звучанию, вы безошибочно определите, что это альбом Manic Street Preachers, в то же время, он отличается от любого другого диска, который они сделали».
Бен Хьюитт из журнала NME заявил: «Manics доказали, что они по-прежнему являются врагами жадности, соответствия и коррупции». Рецензент газеты The Telegraph, писал: «… темный-импульс краут-рок дарует песням единую атмосферу, в то время как, музыканты слоями добавляют ассорти из разных звуков и ритмов — дабы сохранять интерес слушателя». Редактор портала PopMatters — Джон Гаррет написал в своей рецензии: «альбом так хорош, что его попросту можно поставить вровень с любым из предыдущих дисков группы».
Саймон Прайс из журнала The Quietus описал альбом, как: «добросовестный шедевр — вылитый из гранита», заявив: «„Futurology“ — больше, чем просто НОВЫЙ альбом Manics, это один из ТЕХ САМЫХ альбомов».

## Список композиций
| №                   | Название                                                   | Длительность |
| ------------------- | ---------------------------------------------------------- | ------------ |
| 1.                  | «Futurology»                                               | 3:05         |
| 2.                  | «Walk Me to the Bridge»                                    | 3:14         |
| 3.                  | «Let's Go to War»                                          | 2:58         |
| 4.                  | «The Next Jet to Leave Moscow» (при участии Сиана Сиарана) | 3:23         |
| 5.                  | «Europa Geht Durch Mich» (дуэт с Ниной Хосс)               | 3:24         |
| 6.                  | «Divine Youth» (дуэт с Джорджией Рут)                      | 3:22         |
| 7.                  | «Sex, Power, Love and Money»                               | 3:13         |
| 8.                  | «Dreaming a City (Hughesovka)»                             | 4:39         |
| 9.                  | «Black Square»                                             | 4:07         |
| 10.                 | «Between the Clock and the Bed» (дуэт с Грином Гэртсайдом) | 3:35         |
| 11.                 | «Misguided Missile»                                        | 4:19         |
| 12.                 | «The View from Stow Hill»                                  | 4:08         |
| 13.                 | «Mayakovsky»                                               | 3:38         |
| Общая длительность: | Общая длительность:                                        | 47:05        |

| №                   | Название                       | Длительность |
| ------------------- | ------------------------------ | ------------ |
| 14.                 | «Antisocialmanifesto»          | 3:01         |
| 15.                 | «Kodawari»                     | 3:20         |
| 16.                 | «Ocean Spray» (live at The O2) | 4:35         |
| 17.                 | «You Love Us» (live at The O2) | 3:31         |
| Общая длительность: | Общая длительность:            | 61:35        |

| №   | Название                               | Длительность |
| --- | -------------------------------------- | ------------ |
| 1.  | «Futurology» (demo)                    | 3:03         |
| 2.  | «Walk Me to the Bridge» (demo)         | 3:16         |
| 3.  | «Let's Go to War» (demo)               | 1:51         |
| 4.  | «The Next Jet to Leave Moscow» (demo)  | 3:05         |
| 5.  | «Europa Geht Durch Mich» (demo)        | 3:22         |
| 6.  | «Divine Youth» (demo)                  | 3:09         |
| 7.  | «Sex, Power, Love and Money» (demo)    | 3:14         |
| 8.  | «Dreaming a City (Hughesovka)» (demo)  | 4:20         |
| 9.  | «Black Square» (demo)                  | 3:42         |
| 10. | «Between the Clock and the Bed» (demo) | 3:30         |
| 11. | «Misguided Missile» (demo)             | 4:11         |
| 12. | «The View from Stow Hill» (demo)       | 4:08         |
| 13. | «Mayakovsky» (demo)                    | 3:04         |
| 14. | «Blistered Mirrors»                    | 2:51         |
| 15. | «Empty Motorcade»                      | 3:57         |
| 16. | «The Last Time I Saw Paris»            | 4:04         |

## Участники записи
| Manic Street Preachers - Джеймс Дин Брэдфилд — вокал, электрогитара, акустическая гитара, ударные, бас-гитара, клавишные, перкуссия - Ники Уайр — бас-гитара, баритон-гитара, электрогитара, акустическая гитара, omnichord, бэк-вокал, программирование ударных, перкуссия, крик - Шон Мур — ударные, гитара, секвенсоры, перкуссия, музыкальное программирование Производство - Лоз Уильямс — продюсирование, клавишные - Алекс Сильва — продюсирование - Тим Янг — мастеринг | Приглашённые музыканты - Сиан Сиаран — клавишные на «Futurology» и «The Next Jet to Leave Moscow» - Кэйт ле Бон — бэк-вокал на «Let’s Go to War» - Гэвин Фитцджон — бэк-вокал на «Let’s Go to War» - Эйч Хоклайн — бэк-вокал на «Let’s Go to War» - Нина Хосс — вокал на «Europa Geht Durch Mich» - Джорджия Рут — вокал и арфа на «Divine Youth» - Грин Гэртсайд — вокал на «Between the Clock and the Bed» - Ник Нэйсмит — клавишные на «The Next Jet to Leave Moscow» и «Divine Youth» - Рич Бик — бубен на «Divine Youth» - Berliner Kneipenchor — хор на «Misguided Missile» |

## Хит-парады
| Чарт (2014)                         | Высшая позиция |
| ----------------------------------- | -------------- |
| Великобритания (UK Albums Chart)    | 2              |
| Ирландия (IRMA)                     | 8              |
| Финляндия (Suomen virallinen lista) | 17             |
| Германия (Offizielle Top 100)       | 33             |
| Дания (Hitlisten)                   | 35             |
| Япония (Oricon)                     | 36             |
| Нидерланды (Album Top 100)          | 42             |
| Испания (PROMUSICAE)                | 50             |
| Швейцария (Schweizer Hitparade)     | 51             |
| Бельгия/Фландрия (Ultratop)         | 57             |
| World Chart                         | 18             |